# Bataille de la Vedrocha
 (juillet 2025).
Si vous disposez d'ouvrages ou d'articles de référence ou si vous connaissez des sites web de qualité traitant du thème abordé ici, merci de compléter l'article en donnant les références utiles à sa vérifiabilité et en les liant à la section « Notes et références ».
Deuxième guerre lituano-moscovite
La bataille de la Vedrocha fut l'une des plus grandes batailles de l'histoire de la Russie au Moyen Âge, au cours des guerres russo-lituaniennes. Elle eut lieu le 14 juillet 1500 à environ 50 km à l'ouest de Kalouga, entre les forces conjointes du grand-duché de Lituanie et du royaume de Pologne, sous le commandement du prince Constantin Ostrogski, et l'armée russe conduite par le prince Daniil Chtchenia (en).
Le remarquable commandement russe employa les mêmes tactiques qui furent couronnées de succès pour l'armée russe, qu'à la bataille de Koulikovo (1380). Vedrocha fut une victoire écrasante pour les Russes. Quelque 8 000 Lituaniens furent tués et beaucoup d'autres faits prisonniers, y compris le prince Ostrogski, le tout premier Grand Hetman de Lituanie lui-même.
La bataille conduisit au traité de paix de 1503, qui donna d'immenses territoires — environ un tiers du grand-duché — à l'État russe naissant. À sa libération, le prince Ostrogski fit plusieurs tentatives de représailles, mais sa brillante victoire d'Orcha (1514) n'eut pas de conséquences politiques.

## Source de la traduction
- (en) Cet article est partiellement ou en totalité issu de l’article de Wikipédia en anglais intitulé « Battle of Vedrosha » (voir la liste des auteurs).